# Arne Brodin
Karl Arne E:son Brodin, född 3 oktober 1912 i Herräng, död 30 juni 1997 i Stockholm, var en svensk konstnär.
Han var son till försäkringstjänstemannen KS Eriksson och hans maka född Brodin. Han var som konstnär autodidakt så när som på en kortare tids studier vid Signe Barths målarskola i Stockholm och under resor till Collioure i Sydfrankrike. Han medverkade i ett stort antal samlingsutställningar bland annat i Uppländsk konst i Uppsala, Sundbybergskonsten på stadshuset i Sundbybergs stad och på Rålambshofs konstsalong samt i HSB:s konstutställningar. Tillsammans med Rune Söderberg ställde han ut i Köping 1947. Hans konst består av Stockholmsbilder och Parismotiv.  
Arne Brodin är begravd på Skogskyrkogården i Stockholm.